# Bruce Mouat
Bruce Mouat (Edimburgo, 27 de agosto de 1994) es un deportista británico que compite por Escocia en curling. Es abiertamente homosexual.
Participó en los Juegos Olímpicos de Pekín 2022, obteniendo una medalla de plata en la prueba masculina.
Ganó cuatro medallas en el Campeonato Mundial de Curling entre los años 2018 y 2025, dos medallas en el Campeonato Mundial de Curling Mixto Doble, en los años 2021 y 2025, y cinco medallas en el Campeonato Europeo de Curling entre los años 2018 y 2024.
Estudió el curso de Gestión de Festivales y Eventos con Emprendimiento en la Universidad Napier de Edimburgo.

## Palmarés internacional
| Representando al Reino Unido   |                            |                   |             |
| Juegos Olímpicos               |                            |                   |             |
| Año                            | Lugar                      | Medalla           | Prueba      |
| 2022                           | Pekín (China)              | Medalla de plata  | Equipo      |
| Representando a Escocia        |                            |                   |             |
| Campeonato Mundial             |                            |                   |             |
| Año                            | Lugar                      | Medalla           | Prueba      |
| 2018                           | Las Vegas (Estados Unidos) | Medalla de bronce | Equipo      |
| 2021                           | Calgary (Canadá)           | Medalla de plata  | Equipo      |
| 2023                           | Ottawa (Canadá)            | Medalla de oro    | Equipo      |
| 2025                           | Moose Jaw (Canadá)         | Medalla de oro    | Equipo      |
| Campeonato Mundial Mixto Doble |                            |                   |             |
| Año                            | Lugar                      | Medalla           | Prueba      |
| 2021                           | Aberdeen (Reino Unido)     | Medalla de oro    | Mixto doble |
| 2025                           | Fredericton (Canadá)       | Medalla de plata  | Mixto doble |
| Campeonato Europeo             |                            |                   |             |
| Año                            | Lugar                      | Medalla           | Prueba      |
| 2018                           | Tallin (Estonia)           | Medalla de oro    | Equipo      |
| 2021                           | Lillehammer (Noruega)      | Medalla de oro    | Equipo      |
| 2022                           | Östersund (Suecia)         | Medalla de oro    | Equipo      |
| 2023                           | Aberdeen (Reino Unido)     | Medalla de oro    | Equipo      |
| 2024                           | Lohja (Finlandia)          | Medalla de plata  | Equipo      |